# Bogunovac (Medveđa)
Bogunovac (cirill betűkkel Богуновац) egy falu Szerbiában, a Jablanicai körzetben, a Medveđai községben.

## Népesség
- 1948-ban 229 lakosa volt.
- 1953-ban 247 lakosa volt.
- 1961-ben 241 lakosa volt.
- 1971-ben 207 lakosa volt.
- 1981-ben 118 lakosa volt.
- 1991-ben 90 lakosa volt
- 2002-ben 89 lakosa volt,[1] akik mindannyian szerbek.[2]